# Radeburg
Radeburg je město v německé spolkové zemi Sasko, v zemském okrese Míšeň. Má přibližně 7 600 obyvatel.

## Poloha města
Radeburg leží 19 km východně od Míšně a 18 km severně od Drážďan.
Sousední obce jsou: Drážďany, Ebersbach, Laußnitz, Moritzburg, Ottendorf-Okrilla a Tauscha.